# Movimento per le Autonomie
Der Movimento per le Autonomie (MpA, deutsch Bewegung für Autonomie), früher Movimento per l’Autonomia, ist eine italienische Partei. Gegründet am 30. April 2005 von Raffaele Lombardo und einigen Mitte-rechts-Mitgliedern der Unione dei Democratici Cristiani e Democratici di Centro (UDC), liegt ihr Hauptverbreitungsgebiet in Sizilien.
Bei den Parlamentswahlen in Italien 2006  trat der MpA zusammen mit der Lega Nord an, konnte 5 Abgeordnete und 2 Senatoren nach Rom entsenden.
Bei den Parlamentswahlen in Italien 2008 trat der MpA als Koalitionspartner von Popolo della Libertà und Lega Nord an und erzielte dabei landesweit 1,1 % der abgegebenen Stimmen. Somit ist die Partei in der 16. Legislaturperiode mit 8 Sitzen in der Abgeordnetenkammer und 2 Sitzen im Senat vertreten.
Wichtigster Vertreter des MpA ist Raffaele Lombardo, der Präsident der autonomen Region Sizilien.
Auf einem Parteikongress Anfang 2009 änderte die Partei ihren Namen in Movimento per le Autonomie.
Am 12. November 2010 kündigte die MpA die Regierungskoalition mit Berlusconi auf. Ihr einziges Regierungsmitglied, Giuseppe Maria Reina, reichte am 15. November 2010 seinen Rücktritt ein.